# پل کری فاستر
پل کری فاستر (به انگلیسی: Carey Foster Bridge) یا پل تار، نوع تغییر یافتهٔ پل وتستون است که برای اندازه‌گیری مقاومت‌های بسیار کم یا اختلاف بسیار اندک در مقاومت‌های بزرگ بکار می‌رود.